# 爱沙尼亚航空
愛沙尼亞航空是愛沙尼亞的國家航空公司，總部設在塔林，並由愛沙尼亞政府、北歐航空以及Cresco投資銀行所擁有。愛沙尼亞航空是一所區域航空公司，附屬於北歐航空，服務範圍由愛沙尼亞至斯德哥爾摩、奧斯陸和哥本哈根等地。愛沙尼亞航空中有一個子公司和兩個合資企業：合作與母公司愛沙尼亞航空由薩博340飛機營運，並為周邊地區提供商業航空服務。愛沙尼亞航空加油服務公司 在塔林機場提供飛機加油服務和AS Amadeus Eesti 規定的分配制度和支持本地旅行社。

## 歷史

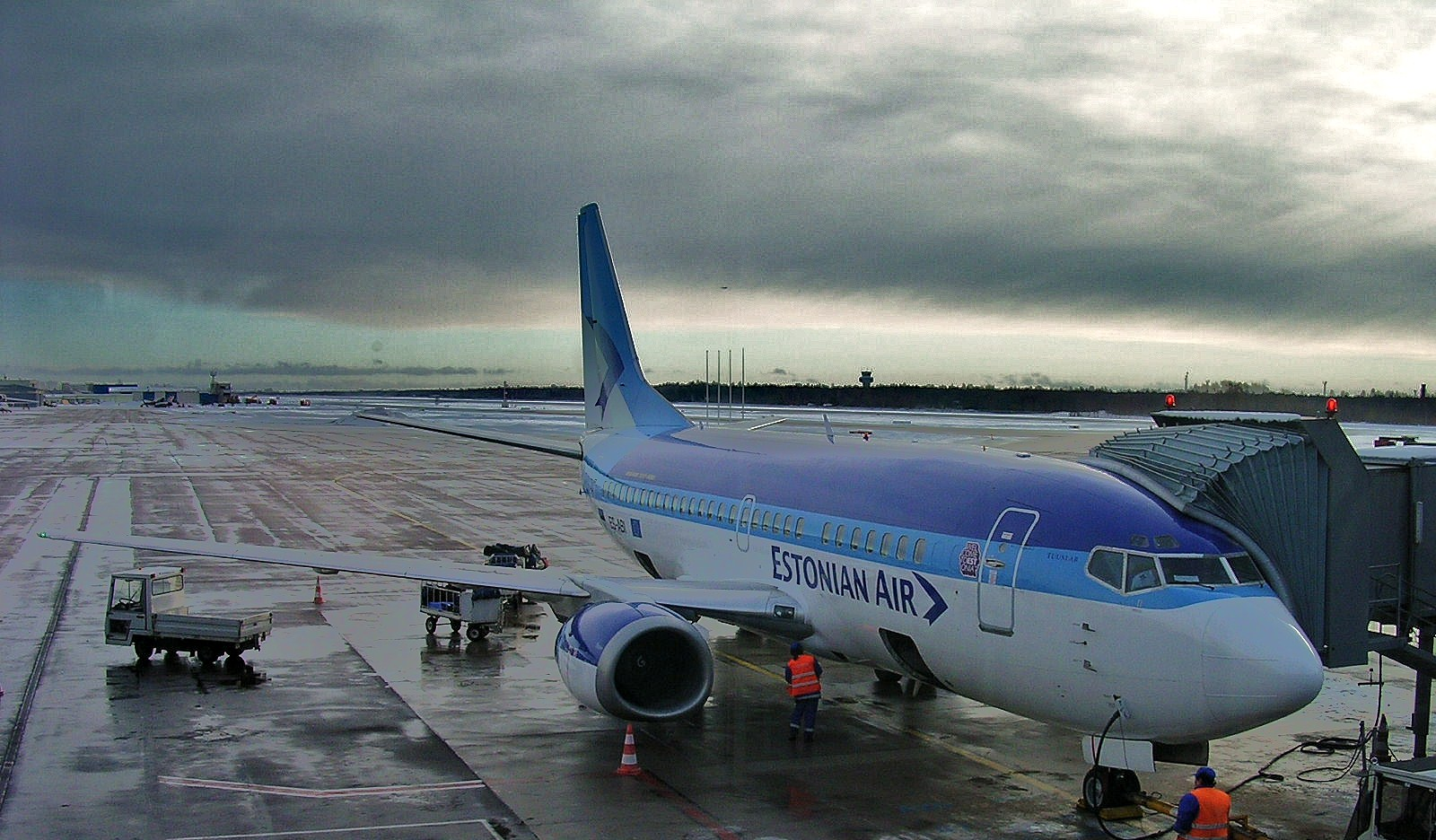
位於塔林機場的愛沙尼亞航空波音737-500

愛沙尼亞航空於1991年12月1日開始營運，在愛沙尼亞獨立後不久得到恢復營運，並在1996年部分私有化。  在1995年，愛沙尼亞航空租借兩架波音737 - 500s ，以取代舊的蘇聯飛機，並在1996年獲得兩架福克F50飛機，蘇聯的機隊可說是全部「退休」。在2007年3月，愛沙尼亞航空宣布，他們將租賃另一架波音737-500和服務一個新的目的地——維也納。愛沙尼亞航空租用兩架薩博集團340客機和在2008年6月愛沙尼亞航空建立了一個新的公司——愛沙尼亞航空區域。據稱，愛沙尼亞航空還會開辦由塔林至庫雷薩雷、塔林至斯德哥爾摩、塔林至赫爾辛基和塔林至維爾紐斯的航線，稍後還會開辦由塔林至聖彼得堡以及塔林至明斯克的航線
愛沙尼亞航空公司與北歐航空具有很強的聯繫，經常飛行北歐航空位於哥本哈根、奧斯陸和斯德哥爾摩的樞紐。愛沙尼亞航空擁有良好的聯繫網絡，參加北歐航空的EuroBonus飛行獎勵計劃，此外還與北歐航空共享統籌的時間表和共享機場貴賓休息室等等，亦共享其他產品和服務。
北歐航空是星空聯盟的成員，但由於運營商有不同，所以愛沙尼亞航空並不屬於星空聯盟或任何其他航空聯盟。
北歐航空擁有愛沙尼亞航空49%的股權、愛沙尼亞政府擁有愛沙尼亞航空34%的股權，而Cresco投資銀行擁有愛沙尼亞航空17%的股權。截至2007年3月，愛沙尼亞航空擁有380名員工。. 在2008年11月27日，愛沙尼亞總理安德魯斯·安西普宣布北歐航空曾要求愛沙尼亞注資愛沙尼亞航空，以拯救航空公司。愛沙尼亞政府正在談判，而渡輪公司Tallink則反對提議。

## 大事記
- 1991年 開始與俄羅斯隊的4架YAK-40、TU-134 。法蘭克福是愛沙尼亞航空的第一個航線。
- 1992年 成為國際航空運輸協會會員
- 1993年 愛沙尼亞總統倫納特·梅里首次乘坐愛沙尼亞航空
- 1995年 首架波音737-500客機，命名Koit(黎明)。吸煙被禁止在所有愛沙尼亞航空公司的航班。
- 1996年 第二架波音737-500客機，命名Hämarik(黃昏)。66 ％的股份私有化以馬士基航空公司擁有49％股權和Cresco投資銀行擁有17％股權。
- 1997年 藍星集團的計劃。
- 1998年 第三架波音737-500客機，命名Põhjatäht(北星)，愛沙尼亞航空網頁(www.estonian-air.ee)正式啟用。
- 2000年 Jorn Eriksen 成為愛沙尼亞航空之行政總裁
- 2002年 第四架波音737-500客機，命名 Eha，Erki Urva成為愛沙尼亞航空之行政總裁
- 2003年 第五架波音737-500客機，命名 Virmaline. 結束與福克F50之租借，馬士基航空公司把擁有之49％股權售賣給北歐航空。
- 2004年 兩架Boeing 737-500客機被收購，命名 Sinilind and Tuuslar. 超過50萬名旅客乘坐愛沙尼亞航空之航班。
- 2005年 愛沙尼亞航空公司在互聯網上售出一半以上的機票。
- 2006年 兩架波音737-500客機，命名 Sohni and Kalev.
- 2007年 開辨4條航點：由塔林至維也納、塔林至赫爾辛基、塔林至維爾紐斯和塔林至庫雷薩雷之新航線，第六架波音737-500客機，命名 Linda。愛沙尼亞航空之子公司Estonian Air Regional成立, 開始營運和租用紳寶ST340A 客機。第一條國際航線由庫雷薩雷飛往斯德哥爾摩]。
- 2008年 開辨3條航點：由塔林至明斯克、塔林至慕尼黑、塔林至羅馬。公司宣布，將會訂購3架Bombardier CRJ900 NG。
- 2009年 愛沙尼亞航空公司將停辦維也納、法蘭克福和辛菲羅波爾路線。公司將關閉其地面裝卸司。開辨2條航點：由塔林至阿姆斯特丹和塔林至柏林。派爾努至斯德哥爾摩航線。與北歐航空之派爾努至斯德哥爾摩航線、庫雷薩雷至斯德哥爾摩之航線實行代碼共享。

## 關於局服務
高檔類
在高檔客艙旅客的旅行古典公務艙的票，加上旅客靈活的經濟票價，所有乘客在客艙的保費將免費餐飲服務，早餐，午餐或晚餐和飲料的服務我們所有的航班，菜單類型會根據計劃飛行時間和離開。
旅遊類
旅遊類是專為旅客經濟艙票價的車票(只限於互聯網，宣傳費和最低經濟艙)，經濟艙票價不包括免費餐船上，乘客將可以購買機上菜單的小吃和飲料，支付收購船上餐將接受信用卡或現金(愛沙尼亞克朗、歐元和目的地國貨幣） 。
愛沙尼亞航空船上菜單是豐富多彩的，只使用當地原材料，每個人都應該找到呼籲我們的軟飲料和酒精拼盤。
乘客與經典公務艙的票，加上旅客票價可以靈活的經濟，至少24小時之前離境令特別餐（素食或不奶製品，乳糖自由，無脂肪，兒童餐等） 。

## 航線
| 國家     | 航點       | 機場                 | 備註            |
| -------- | ---------- | -------------------- | --------------- |
| 奥地利   | 維也納     | 維也納國際機場       |                 |
| 比利时   | 布魯塞爾   | 布魯塞爾機場         |                 |
| 丹麦     | 哥本哈根   | 哥本哈根凱斯楚普機場 |                 |
| 爱沙尼亚 | 庫雷薩雷   | 庫雷薩雷機場         |                 |
| 爱沙尼亚 | 派尔努     | 派努爾機場           | 季節性航線      |
| 爱沙尼亚 | 塔林       | 塔林梅里國際機場     | 公司基地        |
| 爱沙尼亚 | 塔爾圖     | 塔爾圖機場           | 將於8月24日開辦 |
| 芬兰     | 赫爾辛基   | 萬塔機場             |                 |
| 法國     | 巴黎       | 戴高樂機場           | 季節性航線      |
|          | 第比利斯   | 第比利斯國際機場     |                 |
| 德国     | 漢諾威     | 朗根哈根機場         |                 |
| 義大利   | 威尼斯     | 威尼斯－泰塞拉機場   |                 |
| 義大利   | 羅馬       | 達文西國際機場       | 季節性航線      |
| 拉脫維亞 | 里加       | 里加國際機場         |                 |
| 立陶宛   | 維爾紐斯   | 維爾紐斯國際機場     |                 |
| 荷蘭     | 阿姆斯特丹 | 史基浦機場           |                 |
| 挪威     | 奧斯陸     | 奧斯陸國際機場       |                 |
| 挪威     | 特隆赫姆   | 特隆赫姆機場         |                 |
| 俄羅斯   | 莫斯科     | 謝列梅捷沃國際機場   |                 |
| 俄羅斯   | 聖彼得堡   | 普爾科沃機場         |                 |
| 瑞典     | 斯德哥爾摩 | 阿蘭達機場           |                 |
| 乌克兰   | 基輔       | 鮑里斯波爾國際機場   |                 |
| 英国     | 倫敦       | 格域機場             |                 |

### 已停辦航點
| 國家     | 航點         | 機場                             | 備註       |
| -------- | ------------ | -------------------------------- | ---------- |
| 白俄羅斯 | 明斯克       | 明斯克國際機場                   |            |
|          | 杜布羅夫尼克 | 杜布羅夫尼克機場                 |            |
| 爱沙尼亚 | 凱爾德拉     | 凱爾德拉機場                     |            |
| 芬兰     | 坦佩雷       | 皮爾卡拉機場                     |            |
| 德国     | 柏林         | 泰格爾奧托·利林塔爾機場          |            |
| 德国     | 法蘭克福     | 法蘭克福機場                     |            |
| 德国     | 漢堡         | 漢堡機場                         | 季節性航線 |
| 德国     | 慕尼黑       | 慕尼黑弗朗茨·約瑟夫·施特勞斯機場 |            |
| 希腊     | 雅典         | 雅典國際機場                     |            |
| 爱尔兰   | 都柏林       | 都柏林機場                       |            |
| 義大利   | 米蘭         | 馬爾彭薩國際機場                 |            |
| 瑞典     | 哥德堡       | 蘭德維特機場                     |            |
| 乌克兰   | 辛菲羅波爾   | 辛菲羅波爾國際機場               |            |
| 英国     | 曼徹斯特     | 曼徹斯特機場                     |            |

## 機隊組成
以下為愛沙尼亞航空截至2009年3月30日的機隊統計:
Routes, operated by Saab 340 aircraft, will be operated with one service class with a service level depending on the destination.

### 退休機隊
- Tupolev TU-134 11 (1990-1996)
- Yakovlev YAK-40 4 (1990-1996)
- Boeing737-500 6 (1995-2009)
- Fokker 50 5 (1996-2003)

## 班號共享
- 俄羅斯航空
- 中國國際航空
- 布魯塞爾航空
- 荷蘭皇家航空
- 北歐航空
- 新加坡航空

## 公務艙休息室
愛沙尼亞航空商務艙乘客和北歐航空EuroBonus金/Pandion 持卡人歡迎公務艙休息室的過境地區。Payphone, 免費的報紙和雜誌提供。其他設施包括酒吧，與互聯網相連的計算機和打印機。

## 外部連結
- 官方網站（文）（英文）